# Єзера (Тисно)
Єзера (хорв. Jezera) — населений пункт у Хорватії, у Шибеницько-Книнській жупанії у складі громади Тисно.

## Населення
Населення за даними перепису 2011 року становило 886 осіб.
Динаміка чисельності населення поселення:

## Клімат
Середня річна температура становить 15,63 °C, середня максимальна — 27,15 °C, а середня мінімальна — 4,50 °C. Середня річна кількість опадів — 722 мм.
| Клімат поселення                              | Клімат поселення | Клімат поселення | Клімат поселення | Клімат поселення | Клімат поселення | Клімат поселення | Клімат поселення | Клімат поселення | Клімат поселення | Клімат поселення | Клімат поселення | Клімат поселення | Клімат поселення |
| Показник                                      | Січ.             | Лют.             | Бер.             | Квіт.            | Трав.            | Черв.            | Лип.             | Серп.            | Вер.             | Жовт.            | Лист.            | Груд.            |                  |
| Середній максимум, °C                         | 12,28            | 12,03            | 13,45            | 16,75            | 21,53            | 25,54            | 27,15            | 26,84            | 22,83            | 19,78            | 15,39            | 12,68            |                  |
| Середня температура, °C                       | 8,51             | 8,27             | 9,68             | 12,98            | 17,77            | 21,76            | 24,45            | 24,14            | 20,15            | 17,08            | 12,70            | 10,01            |                  |
| Середній мінімум, °C                          | 4,75             | 4,50             | 5,92             | 9,22             | 14,01            | 17,99            | 21,76            | 21,45            | 17,46            | 14,40            | 10,01            | 7,32             |                  |
| Норма опадів, мм                              | 65               | 56               | 60               | 61               | 50               | 46               | 25               | 41               | 75               | 79               | 88               | 76               |                  |
| Середньомісячна швидкість вітру, м/с          | 3.07             | 3.19             | 3.30             | 3.16             | 2.72             | 2.50             | 2.57             | 2.40             | 2.70             | 2.82             | 3.44             | 3.32             |                  |
| Середньомісячна сонячна радіація, кДж/м²·день | 5273             | 8003             | 11839            | 16726            | 20904            | 23482            | 25024            | 21810            | 16076            | 10413            | 5765             | 4489             |                  |
| --------------------------------------------- | ---------------- | ---------------- | ---------------- | ---------------- | ---------------- | ---------------- | ---------------- | ---------------- | ---------------- | ---------------- | ---------------- | ---------------- | ---------------- |
| Джерело:                                      |                  |                  |                  |                  |                  |                  |                  |                  |                  |                  |                  |                  |                  |